# Бахрейн на Чемпіонаті світу з водних видів спорту 2015
Бахрейн взяв участь у Чемпіонаті світу з водних видів спорту 2015, який пройшов у Казані (Росія) від 24 липня до 9 серпня.

## Плавання
Бахрейнські плавці виконали кваліфікаційні нормативи в дисциплінах, які наведено в таблиці (не більш як 2 плавці на одну дисципліну за часом нормативу A, і не більш як 1 плавець на одну дисципліну за часом нормативу B):
Чоловіки
| Спортсмен    | Дисципліна           | Попередній заплив | Попередній заплив | Півфінал        | Півфінал        | Фінал           | Фінал           |
| Спортсмен    | Дисципліна           | Час               | Місце             | Час             | Місце           | Час             | Місце           |
| ------------ | -------------------- | ----------------- | ----------------- | --------------- | --------------- | --------------- | --------------- |
| Фарадж Салех | 50 м вільним стилем  | 24.98             | 75                | Завершив виступ | Завершив виступ | Завершив виступ | Завершив виступ |
| Фарадж Салех | 100 м вільним стилем | 55.18             | 93                | Завершив виступ | Завершив виступ | Завершив виступ | Завершив виступ |
| Фарадж Салех | 50 м на спині        | 29.66             | 59                | Завершив виступ | Завершив виступ | Завершив виступ | Завершив виступ |
| Фарадж Салех | 100 м на спині       | 1:04.94           | 63                | Завершив виступ | Завершив виступ | Завершив виступ | Завершив виступ |

Жінки
| Спортсменка        | Дисципліна          | Попередній заплив | Попередній заплив | Півфінал         | Півфінал         | Фінал            | Фінал            |
| Спортсменка        | Дисципліна          | Час               | Місце             | Час              | Місце            | Час              | Місце            |
| ------------------ | ------------------- | ----------------- | ----------------- | ---------------- | ---------------- | ---------------- | ---------------- |
| Фатема Абдулмохсен | 50 м на спині       | 40.40             | 52                | Завершила виступ | Завершила виступ | Завершила виступ | Завершила виступ |
| Фатема Абдулмохсен | 50 м брасом         | 45.91             | 68                | Завершила виступ | Завершила виступ | Завершила виступ | Завершила виступ |
| Альзаїн Тарек      | 50 м вільним стилем | 35.78             | 105               | Завершила виступ | Завершила виступ | Завершила виступ | Завершила виступ |
| Альзаїн Тарек      | 50 м батерфляєм     | 41.13             | 64                | Завершила виступ | Завершила виступ | Завершила виступ | Завершила виступ |